# Stouwdamsport
Team Stouwdamsport was een Nederlandse marathonschaatsploeg onder leiding van Ad de Kort. Eén schaatser is van buitenlandse afkomst. Lochland is een Australische sprinter die in het verleden onder leiding van Desly Hill trainde.

## Seizoen 2012-2013
De volgende langebaanschaatsers maken deel uit van dit team:
- Karen Teuling
- Hilde Goovaerts
- Brooke Lochland
- Ilona Grandia